# قصر ابو سمره
قصر ابو سمره (به عربی: قصر أبو سمرة) یک منطقهٔ مسکونی در سوریه است که در ناحیه صوران واقع شده‌است. قصر ابو سمره ۸۴۹ نفر جمعیت دارد.